# Бои на острове Рембезы
Бои на острове Рембезы — бои по удержанию плацдарма на острове, предназначавшемся для форсирования реки Висла. В ходе боёв с 22 по 31 августа 1944 года польские подразделения 3-го батальона 2-го пехотного полка 1-й пехотной дивизии имени Тадеуша Костюшко удержали плацдарм. Немецкие части были представлены 9-м штурмовым батальоном и ротой ландвера «Wiener».

## Остров Рембезы
Остров находится на Висле в окрестностях Гуры-Кальварии и Черска. До 1945 года остров не имел названия. Он значительно зарос вербами, кустарником и лещиной. Длина острова 4.5 километра, ширина около 1 километра. Остров пересекает старое пересохшее русло Вислы. Остров входит в состав заказника «Долина Средней Вислы» в рамках программы «Natura 2000».

## Бой
Остров был частично занят спешенными советскими кавалеристами из 1-го эскадрона 30-го гвардейского кавалерийского Кубанского казачьего полка 9-й гвардейской кавалерийской казачьей дивизии. Большая часть острова оставалась у немцев. Обе стороны построили полевые укрепления, в том числе многорядные заграждения из колючей проволоки. Правая часть острова была заминирована до линии высоких деревьев, среди которых окопались немцы. Окопы и траншеи тянулись до левого берега, а на откосе берега реки на противопаводковой насыпи были вкопаны два танка и размещены орудия. Немецкие позиции также защищались пулемётными гнёздами, размещёнными как с флангов, так и по фронту.
Заданием 2-го пехотного полка была разведка западного берега реки, раскрытие системы огня немцев и недопущение концентрации немецких войск на острове для последующего форсирования реки. Для этого 2-й полк должен был связать боем гитлеровские части в районе Гуры-Кальварии и Черска. 3-й батальон под командованием майора Яна Рембезы получил задание высадиться на остров и не допустить его захвата противником. Все подходы к острову находились под постоянным огнём противника.
3-й батальон располагал 10 сапёрными лодками, 7 рыбацкими и одной резиновой лодкой. Огневую поддержку оказывали миномётная батарея 82-мм миномётов, три батареи 122-мм орудий, три батареи 76-мм орудий, две САУ СУ-76. Также батальону были приданы три сапёрные взвода. Оказывалась также поддержка авиации и 4-го дивизиона конной артиллерии.
Первая группа поляков из 7-й роты под командованием подпоручика Мечислава Янишевского высадилась на остров 22 августа в 2 часа, сменив на позициях советских кавалеристов. Соседний маленький островок был занят штрафной ротой. В этот день были отбиты три немецкие атаки.
23 августа в 20 часов, после артподготовки, поляки перешли в атаку, но, понеся потери, были вынуждены вернуться на прежние позиции. 24 августа прошло в обоюдных снайперских дуэлях и укреплении позиций.
25 августа в 22:30, по приказу командира 2-го пехотного полка полковника Виктора Сенницкого, остальные подразделения 3-го батальона приступили к форсированию Вислы, чтобы поддержать 7-ю роту, несущую потери. Первая и вторая волны десанта были обстреляны немцами с противоположного берега реки. Погиб и командир 9-й роты поручик Станислав Югентович. Третья волна десанта сумела переправиться почти без потерь. Польские силы на острове после этого возросли до 224 солдат, 6 станковых и 8 ручных пулемётов и 12 противотанковых ружей.
26 августа в 13 часов был открыт беглый артиллерийский огонь с целью установить позиции немецкой артиллерии. В 14:00 уже начался артобстрел немецких позиций, совместно с бомбардировкой 12 штурмовиками Ил-2 из 1-й польской авиадивизии. Лётчики сбросили бомбы на цели в Гуре-Кальварии, Черске и на западной оконечности острова. Первой поднялась в атаку 9-я рота под временным командованием хорунжего Мариана Двошиньского. Затем в атаку пошли 7-я рота и 8-я рота, командир которой подпоручик Исаак Люфтглас был убит. Непосредственное командование 8-й ротой принял командир батальона майор Ян Рембеза. Атака нахрапом на укреплённые и замаскированные немецкие позиции не принесла результата. Командир батальона был убит пулемётной очередью. Поляки под командованием заместителя командира по политико-воспитательной работе подпоручика Станислава Йоллеса перешли в штыковую атаку на немецкие позиции, но полностью очистить остров от немцев им не удалось.
С 27 по 31 августа сильно поредевший батальон удерживал занятые позиции, сумев за эти дни переправить на берег около 40 раненых. 31 августа батальон был сменён на позициях советской пехотой.
В ходе боёв, по разным данным, погибли и были ранены от 78 до 185 солдат батальона. Погибли почти все офицеры батальона:
- майор Ян Рембеза — командир батальона
- поручик Станислав Югентович — командир 9-й роты
- поручик Ефим Виноградов — командир роты станковых пулемётов
- подпоручик Станислав Йоллес — заместитель командира батальона по политико-воспитательной работе
- подпоручик Мечислав Янишевский — командир 7-й роты
- подпоручик Исаак Люфтглас — командир 8-й роты

Павшие были похоронены в братской могиле вместе со своими командирами.
В 1945 году безымянный до этого остров переименован в остров Рембезы, в честь павшего комбата.